# Psychotria woodii
Psychotria woodii är en måreväxtart som beskrevs av Elmer Drew Merrill. Psychotria woodii ingår i släktet Psychotria och familjen måreväxter. Inga underarter finns listade i Catalogue of Life.